# Jibou
Jibou is een stad (oraș) in het Roemeense district Sălaj. De stad telt 12.283 inwoners (2002).

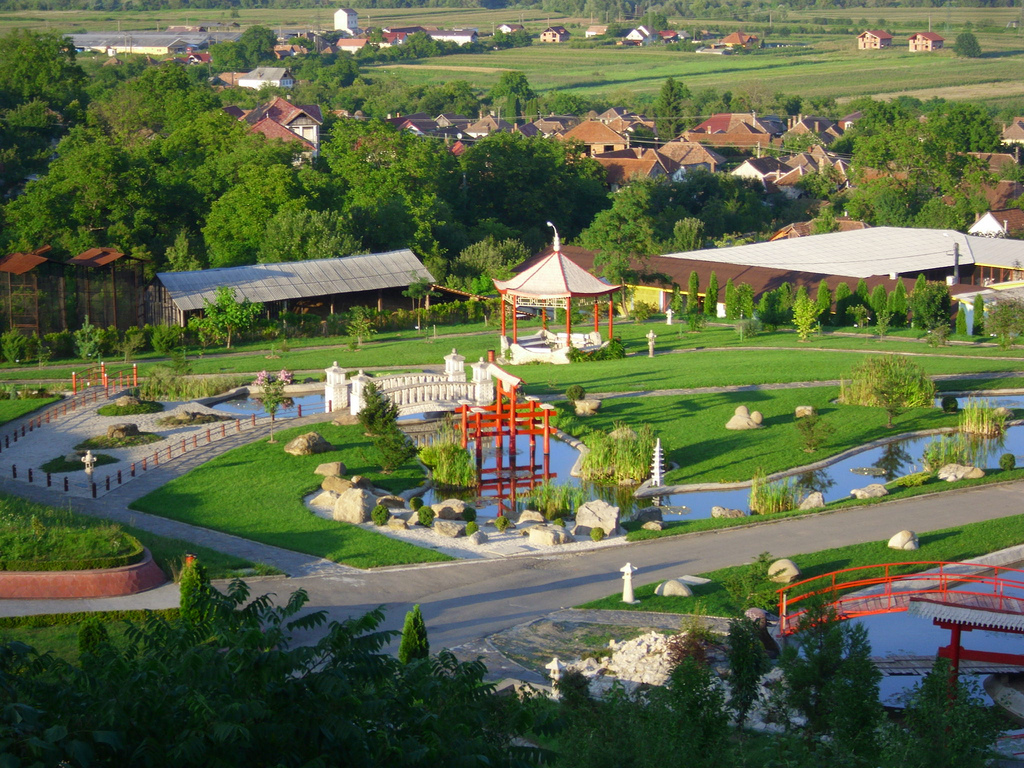
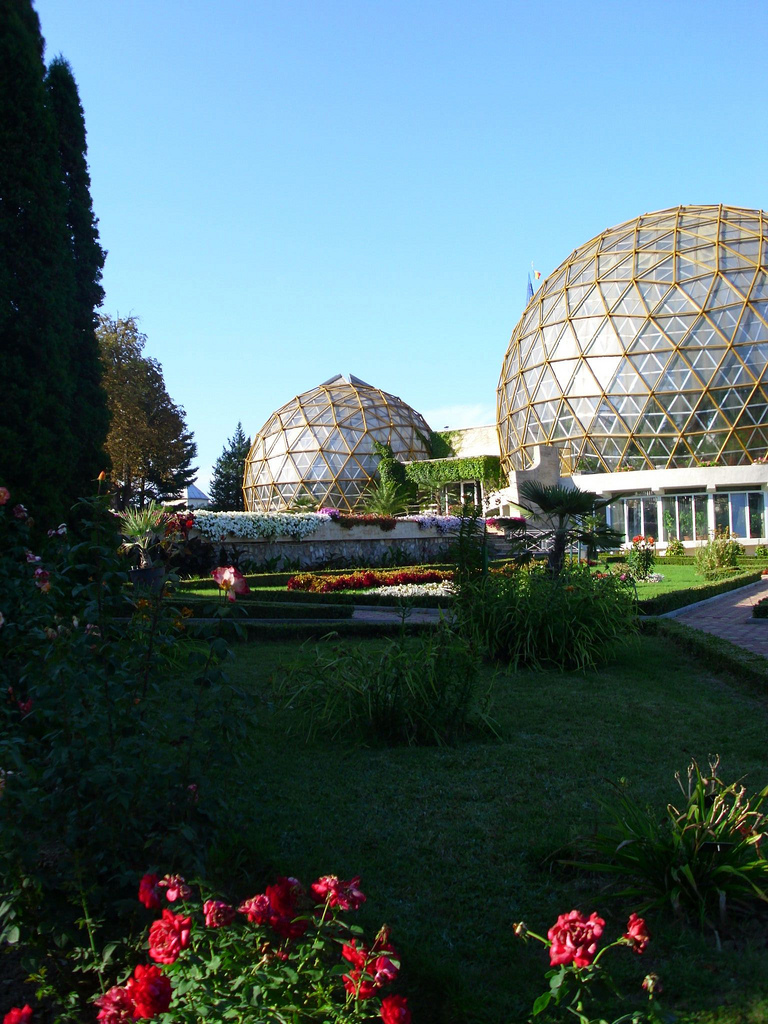
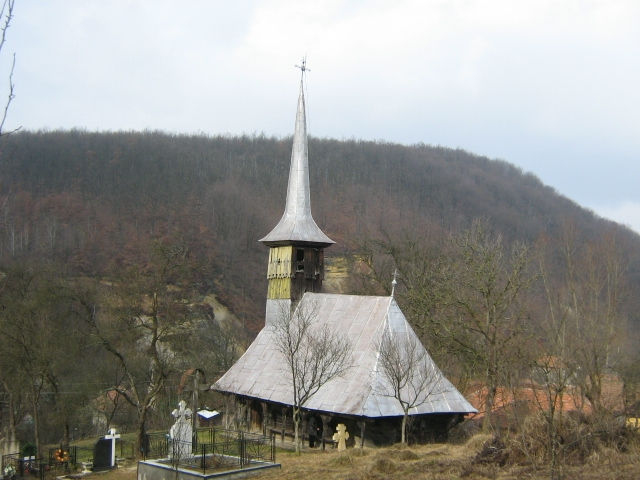
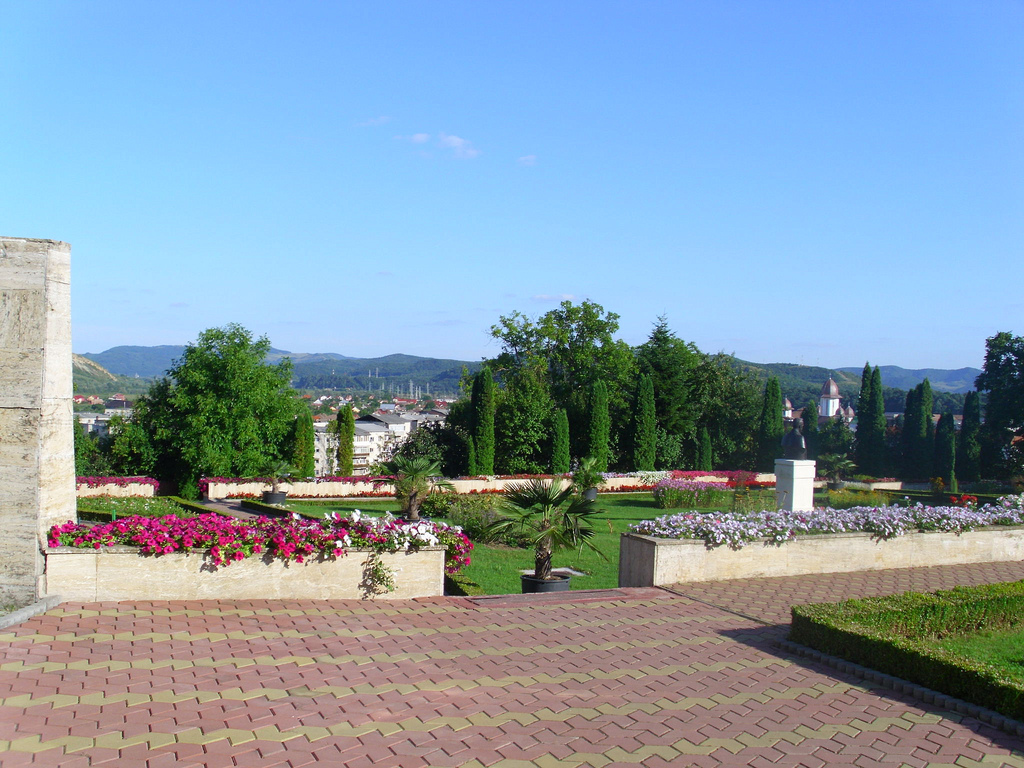
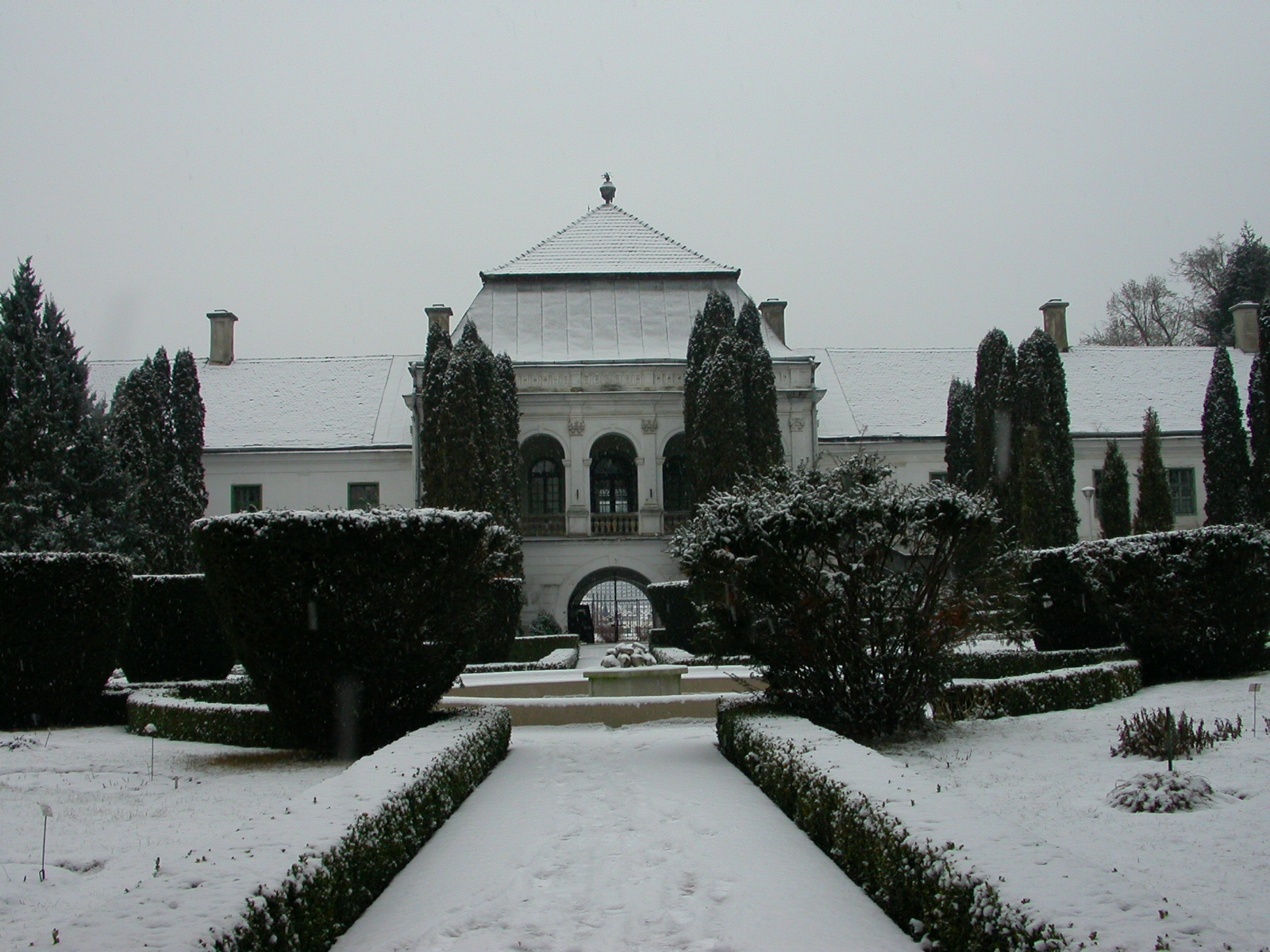
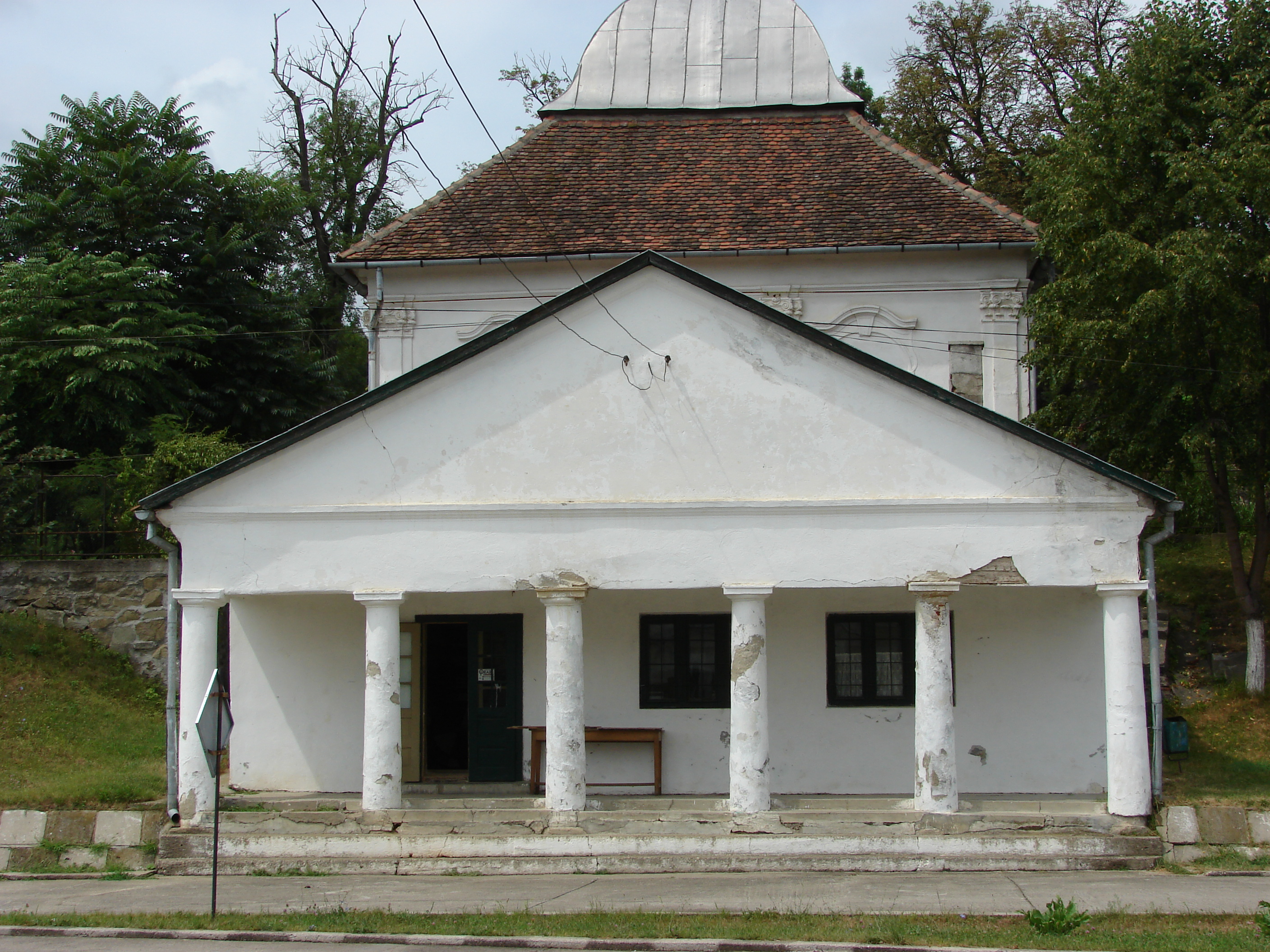